# مايك تورنر (رجل إطفاء)
مايك تورنر (بالإنجليزية: Mike Turner)‏ هو رجل إطفاء أمريكي، ولد في 6 فبراير 1955.